# Jane Danson
Jane Danson (geboren am 8. November 1978  in Bury, Greater Manchester, England) ist eine britische Schauspielerin, die für ihre Rolle als Leanne Battersby in der ITV-Seifenoper Coronation Street bekannt ist.

## Leben und Karriere
Im Alter von zwölf Jahren gab Danson 1991 unter dem Namen Jane Dawson ihr Fernsehdebüt in der Alan-Bleasdale-Serie G.B.H. in der Rolle der Eileen Critchley. Von 1996 bis 1998 spielte sie in der britischen Kinder-TV-Sitcom Out of Tune die Hauptfigur Cherry. Später trat sie in der Fernsehserie Children’s Ward als Paula auf. Danson war von 1997 bis 2000 in der ITV-Seifenoper Coronation Street zu sehen und kehrte im Jahre 2007 zur Show zurück. 2011 wurde sie mit einem Preis für die beste dramatische Darbietung ausgezeichnet. Im Jahr 2018 spielte sie im Kurzfilm Sorceress mit, der beim LA Indie Film Fest den Titel „Best of the Fest Short Short“ gewann.
Seit 2005 ist sie mit dem ehemaligen Brookside-Schauspieler Robert Beck verheiratet. Das Paar lernte sich 1999 bei den British Soap Awards kennen. Am 14. Juli 2006 bekam Danson ihren ersten Sohn. Drei Jahre später, am 26. Februar 2009, erblickte ihr zweiter Sohn das Licht der Welt. 2014 erlitt sie eine Fehlgeburt.